# Cou-cou

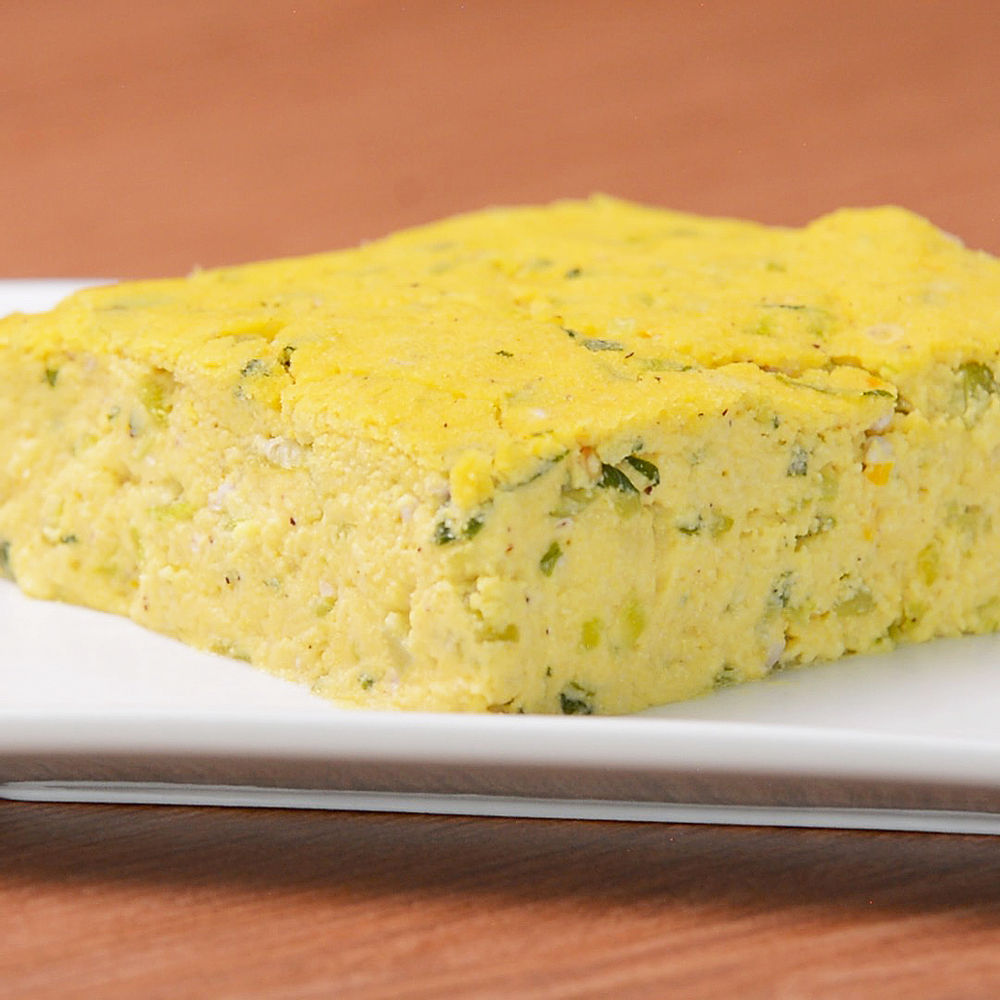
Cou-cou.

Le cou-cou ou coo-coo (nommé ainsi dans les îles du Vent), ou encore fungie ou fungi (nommé ainsi dans le nord des îles du Vent et à la Dominique) est une préparation culinaire s'apparentant à un gâteau ou une pâte composée de semoule de maïs et de gombo. Il fait partie des plats nationaux d'Antigua-et-Barbuda, de la Barbade, des îles Vierges britanniques et des îles Vierges américaines.
La semoule de maïs et le gombo sont deux ingrédients bon marché largement accessibles dans les Caraïbes, ce qui contribue à la popularité du cou-cou. Il devient particulièrement courant pour nombreux habitants au début de l’histoire coloniale de la Barbade. En Angola, une préparation similaire préparée avec de la semoule de maïs jaune ou blanche est appelée funge et au Ghana, une préparation similaire à base de maïs fermenté ou de farine de maïs consommée avec un ragoût de gombo et du poisson est connue sous le nom de banku.
Un ustensile de cuisine appelé « bâton de cou-cou » ou « bâton de fungie » est un type de spurtle utilisé dans sa préparation. Fait de bois, rectangulaire, oblong et plat, celui-ci mesure environ 30 centimètres. Les Barbadiens remuent habituellement le cou-cou dans une grande casserole avec ce bâton pour lui donner une texture ferme.
Le poisson volant préparé frit ou cuit à la vapeur est un complément habituel du cou-cou. La Barbade a même fait du cou-cou et poisson volant son plat national. Traditionnellement, le coucou est servi le vendredi dans les foyers de la Barbade et dans les établissements de restauration locaux. Le cou-cou peut également être préparé en utilisant du fruit à pain à la place de la semoule de maïs.
À Trinité-et-Tobago, le cou-cou est souvent préparé avec du calalou et du poisson mijoté ou frit.
Dans certaines îles, comme la Barbade, Antigua ou les îles Vierges, le cou-cou peut être cuisiné sans gombo et porte parfois le nom de fengi, fungie ou fungi.